# كيزتيلي
كيزتيلي [ˈkɛsthɛj]، هي مدينة في المجر، على ضفاف بحيرة بالاتون. بلغ عدد سكانها 20215 نسمة.
على الرغم من أنها مسكونة منذ العصر الروماني (مقاطعة بانونيا)، ذكرت المدينة للمرة الأولى في 1247 في مصادر مكتوبة وقد كان لها سوق منذ 1421.

## المناخ
يظهر الجدول التالي التغييرات المناخية على مدار السنة لكيزتيلي:
| البيانات المناخية لـكيزتيلي       | البيانات المناخية لـكيزتيلي | البيانات المناخية لـكيزتيلي | البيانات المناخية لـكيزتيلي | البيانات المناخية لـكيزتيلي | البيانات المناخية لـكيزتيلي | البيانات المناخية لـكيزتيلي | البيانات المناخية لـكيزتيلي | البيانات المناخية لـكيزتيلي | البيانات المناخية لـكيزتيلي | البيانات المناخية لـكيزتيلي | البيانات المناخية لـكيزتيلي | البيانات المناخية لـكيزتيلي | البيانات المناخية لـكيزتيلي |
| الشهر                             | يناير                       | فبراير                      | مارس                        | أبريل                       | مايو                        | يونيو                       | يوليو                       | أغسطس                       | سبتمبر                      | أكتوبر                      | نوفمبر                      | ديسمبر                      | المعدل السنوي               |
| --------------------------------- | --------------------------- | --------------------------- | --------------------------- | --------------------------- | --------------------------- | --------------------------- | --------------------------- | --------------------------- | --------------------------- | --------------------------- | --------------------------- | --------------------------- | --------------------------- |
| متوسط درجة الحرارة الكبرى °م (°ف) | −1 (31)                     | 2 (36)                      | 9 (49)                      | 16 (60)                     | 20 (68)                     | 25 (77)                     | 28 (83)                     | 27 (81)                     | 23 (73)                     | 17 (63)                     | 8 (46)                      | 2 (36)                      | 15 (59)                     |
| متوسط درجة الحرارة الصغرى °م (°ف) | −5 (23)                     | −6 (22)                     | 2 (35)                      | 7 (45)                      | 10 (50)                     | 15 (59)                     | 16 (61)                     | 16 (60)                     | 12 (54)                     | 9 (48)                      | 1 (34)                      | −2 (29)                     | 6 (43)                      |
| الهطول مم (إنش)                   | 56 (2.2)                    | 13 (0.5)                    | 23 (0.9)                    | 48 (1.9)                    | 79 (3.1)                    | 84 (3.3)                    | 43 (1.7)                    | 30 (1.2)                    | 58 (2.3)                    | 23 (0.9)                    | 15 (0.6)                    | 23 (0.9)                    | 490 (19.4)                  |
| المصدر: Weatherbase               |                             |                             |                             |                             |                             |                             |                             |                             |                             |                             |                             |                             |                             |

## معرض صور

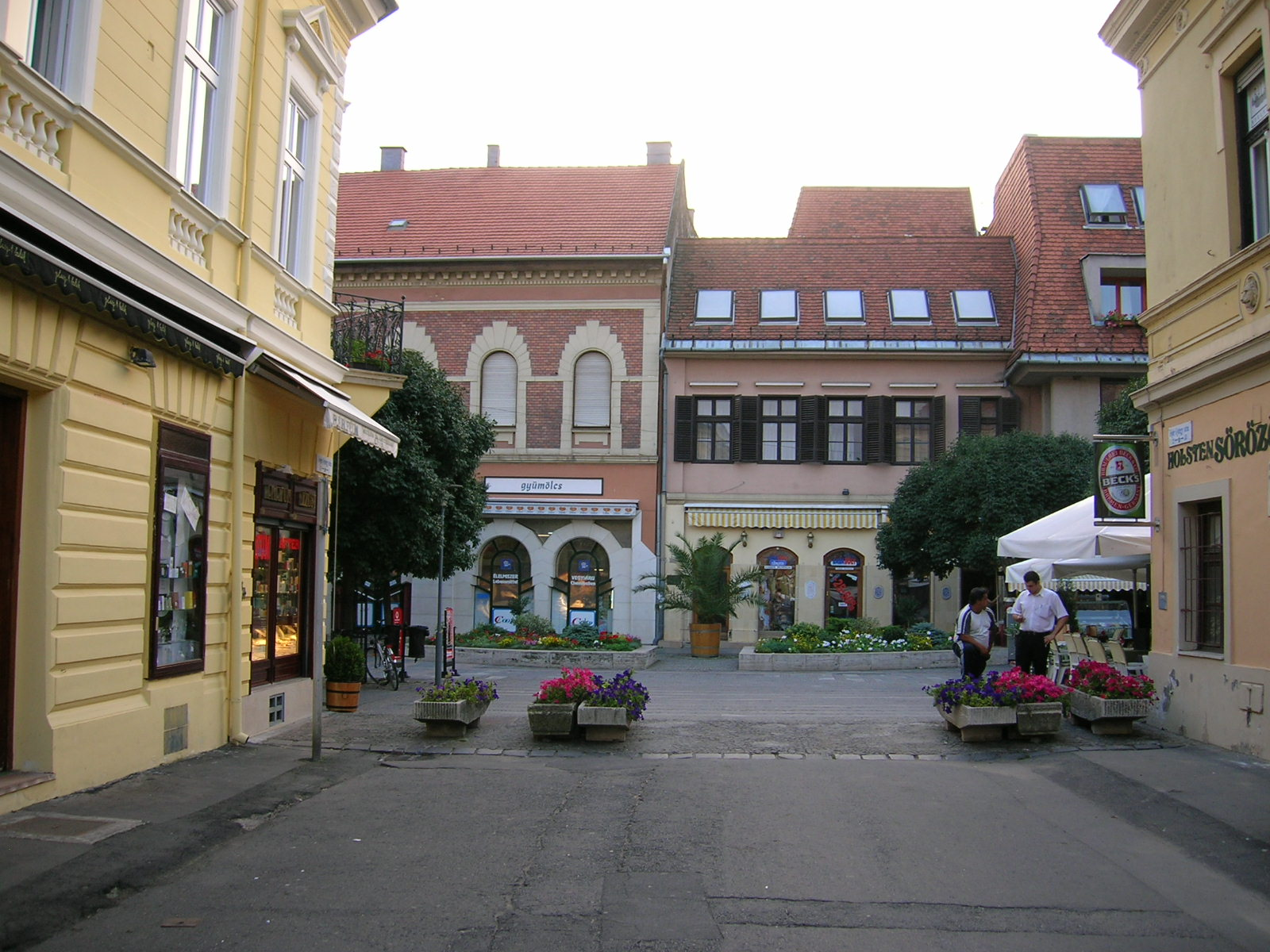
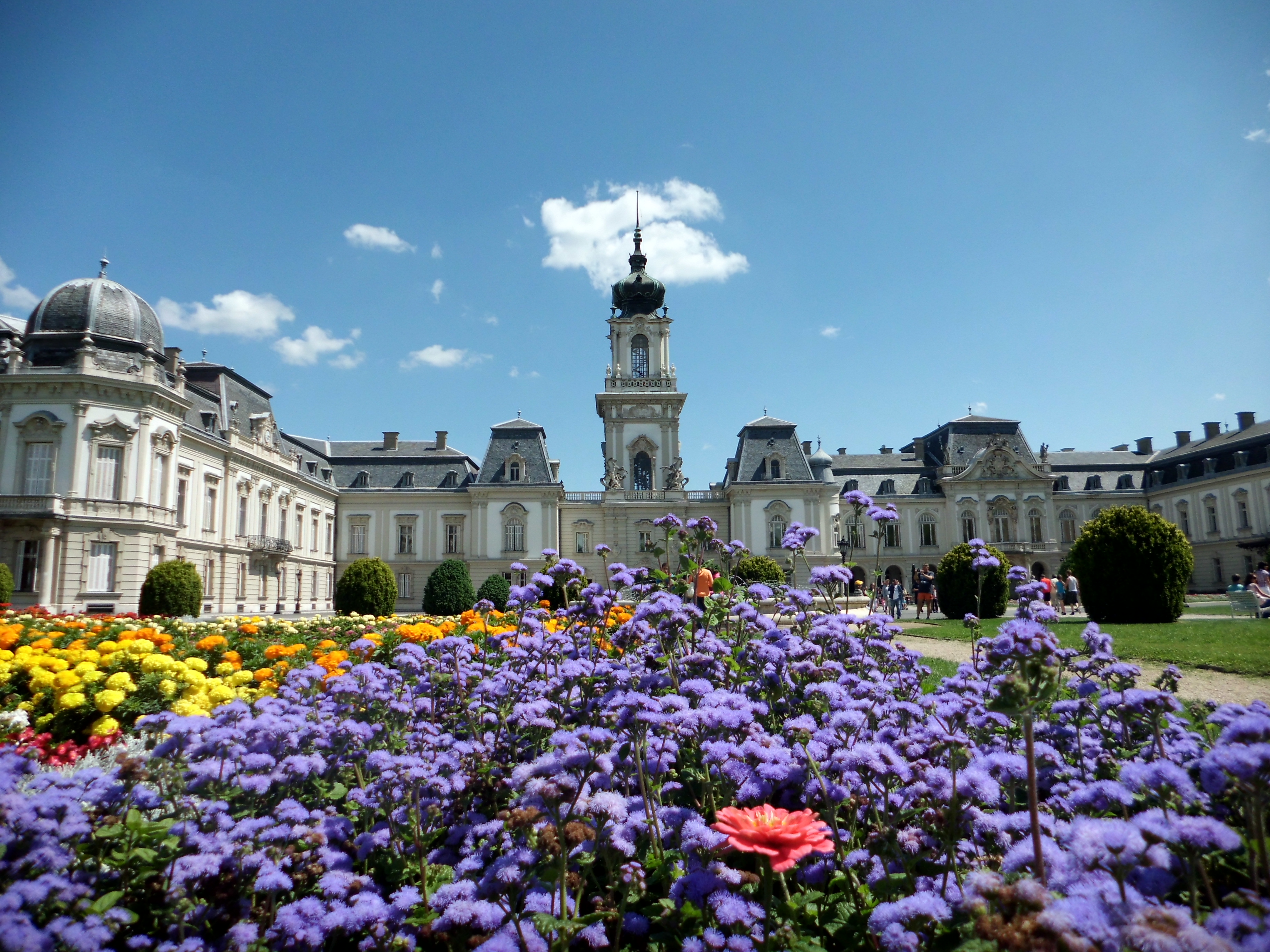
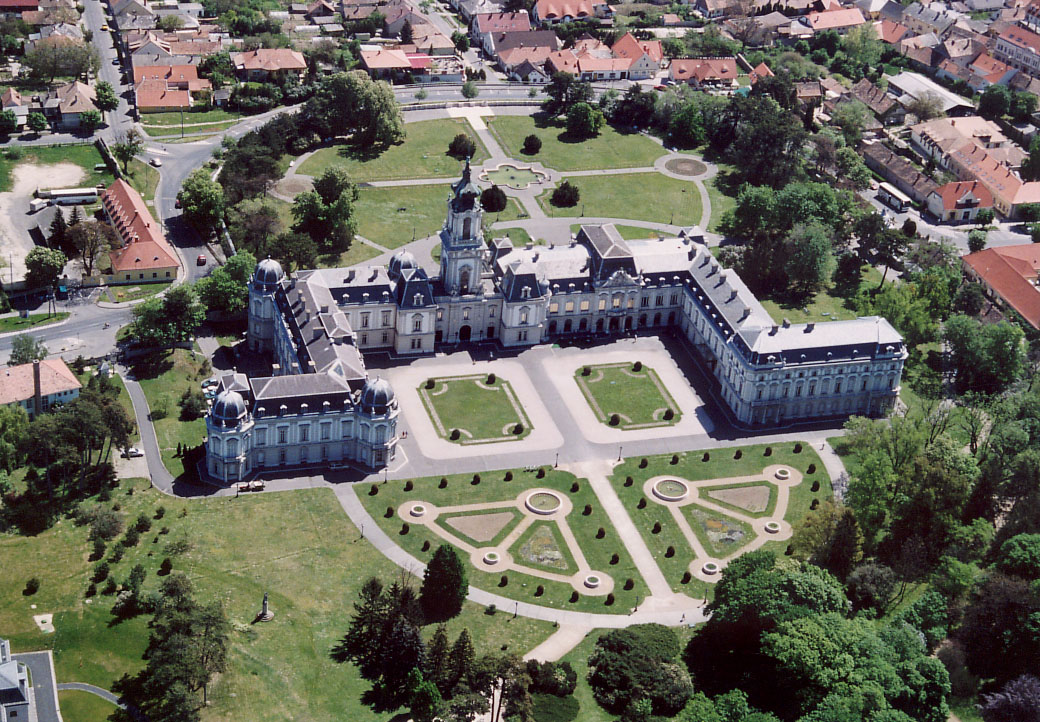
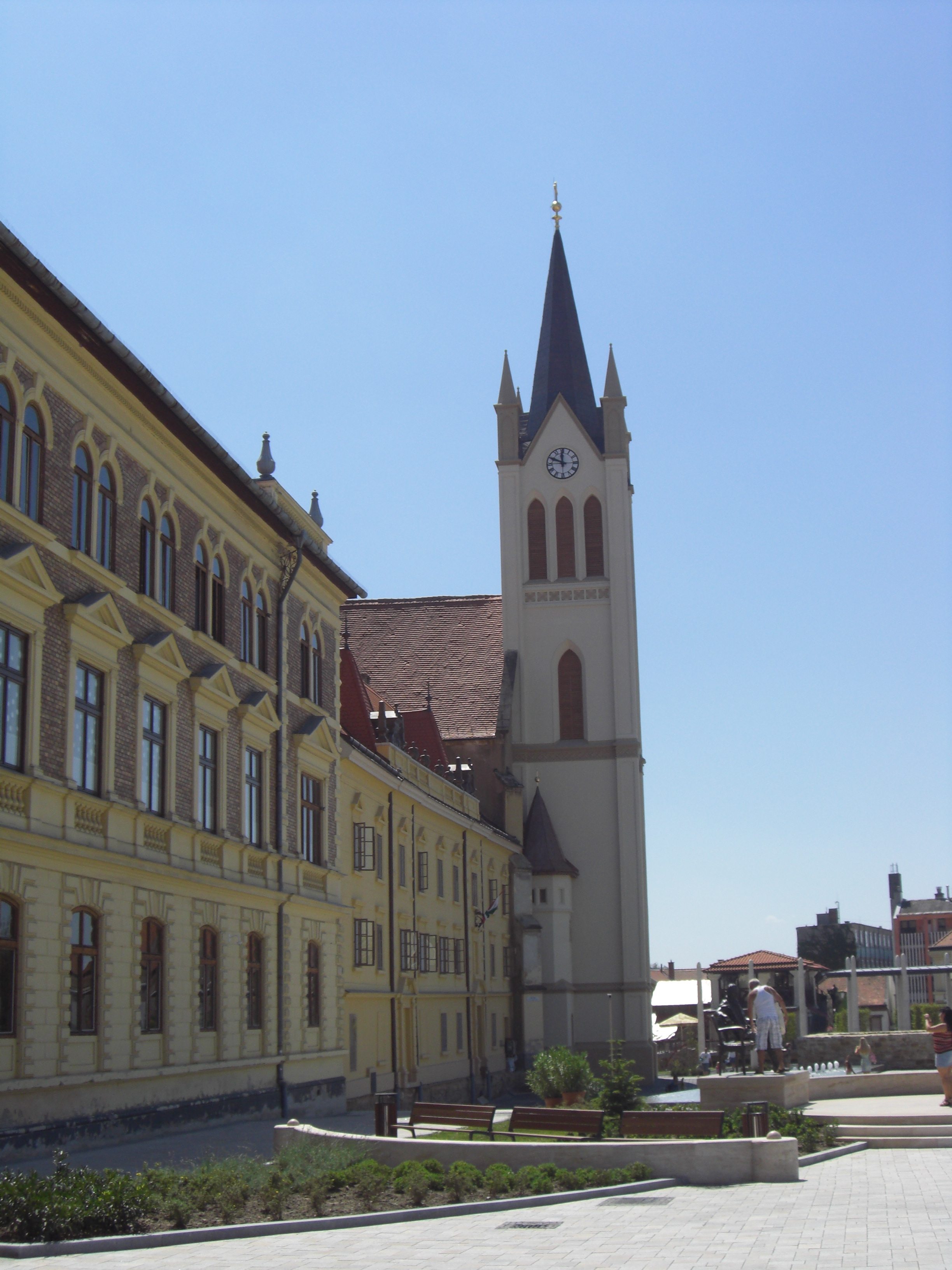
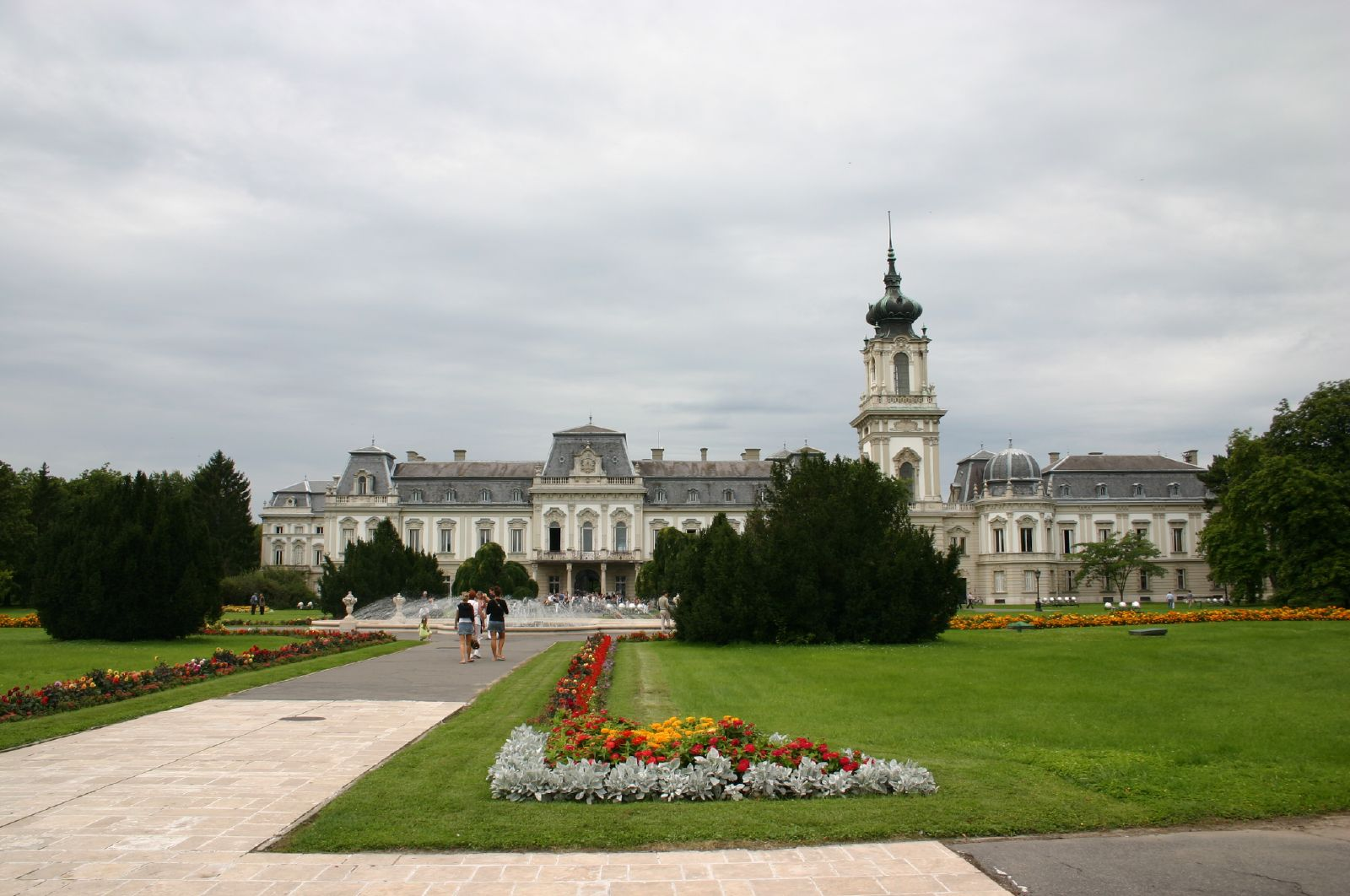

## توأمة
لكيزتيلي اتفاقيات توأمة مع كل من:
- Łańcut [الإنجليزية]‏
- بيران
- بوبارد (3 أكتوبر 1997 - )

## أعلام
- دايفيد شفارتز
- روزاليا ليلكس
- ألكسندر أشبوت
- بالنت كارولي